# Günter Dahmen (Karnevalssänger)
Günter Dahmen (* 15. Mai 1944; † 2. Juli 2018) war ein Kölner Krätzchen- und Karnevalssänger, der vor allem in Kölner Mundart sang und auch einige Titel selbst komponiert und getextet hat. Zu seinen bekanntesten Kompositionen zählen Marieche danz (mer danze Stippeföttche) und Riefe Prumme musste plöcke.
Bei seinen Auftritten waren seine Erkennungszeichen sein schwarzer Schnurrbart, die schwarze Melone und das schwarze Sakko, das er zu weißem Hemd, mit rotem Krawattentuch, rotem Einstecktuch oder Einstecksträußchen und häufig grauer Weste trug. In späteren Jahren trat er häufig gemeinsam mit Ludwig Sebus und anderen Interpreten des Kölner Karnevals unter dem Namen „Melodienreigen“ auf und sang dort neben seinen eigenen Liedern Klassiker des kölschen Liedguts von Willi Ostermann, Gerhard Jussenhoven, Karl Berbuer und anderen. Hauptberuflich war Dahmen Verwaltungsangestellter in einem Kölner Museum. Er war verheiratet und lebte in Köln.

## Tonträger (Auswahl)

### Singles
- 1975: Schmitz, Schmitz, Schmitz / Komm Nettche spill Harmonika (Sieg-Ton-Records)
- 1976: Himmel un Äd met Blotwoosch / Dä Bömmel an dr Dühr (WPL Records)
- 1983: Marieche Danz / Rheinische Art (AZ Records)
- 1984: Riefe Prumme musste plöcke / Mem Autofahre, do es jetz Schluss (Majaphon)
- 1984: Die Domklock / Et Esels Leed (Rheinklang)
- 1984: Et Paella-Leed / De lila, lila Söckchen (Rheinklang)
- 1984: Ein Glas Kölsch sin sibbe Schnedde Brut / Dä Hampelmann (Orchestrola)
- 1985: Wenn do nit so suffe däts… / Dä Kägels-Pitter (Rheinklang)
- 1986: Wenn do en Plaat häß… / Rekorde, Rekorde, Rekorde (Karnevalsmottolied zur Session 1985/86) (Rheinklang)
- 1986: Uns leev Kölle (Wann ich der Dom ze Kölle sin…) / De Ähzezupp (Rheinklang)
- 1987: Do häß zwei linke Häng / Mein Herz – die Mausefalle (Rheinklang)
- O Köbes, o Köbes / Kein Stadt ess op d’r Ääd… (Star-Ton)
- Kölsch (uns Sproch) / Do bes jo sujet Leeves (Rheinklang)
- Ri-Ra-Rolli (Kölsche Samba) / Dä Wachmann vun dr Aldstadt (Rheinklang)
- Dat Leed vum Kölsche Stadtmuseium / Die Domklock (Rheinklang)
- Löstige Innenstädter / Colonia, Colonia (Rheinklang)
- Blaue Funken opjepass… (Rheinklang)
- Vollmondlied / Oma’s Beat (Sieg-Ton-Records)[2][3]

### Alben
- 1991: Dä kölsche Kaschämme-Sänger (Rheinklang)[4]
- 1996: Dat Pünkelche om i (Rheinklang)[5]

Daneben ist Günter Dahmen mit seinen Titeln auch auf zahlreichen Kompilationen vertreten, so zum Beispiel auf mehreren Ausgaben der Reihen Kölsche Evergreens und Karneval der Stars.